# Хафний
Хафният, Hf, е химичен елемент с пореден номер 72 от 4-та група, 6-и период. Той е сребристосив преходен метал, който химически наподобява циркония и се намира в неговите минерали. Хафният е предпоследният открит елемент от тези със стабилни изотопи. Съществуването му е предречено от Дмитрий Менделеев през 1869 г. Открит е от Дирк Костер и Дьорд Хевеши през 1923 в Копенхаген, Дания и е наречен на латинското име на Копенхаген – Хафния. Хафният се използва в производството на жици, електроди и други. Неговото голямо сечение на топлинни електрони позволява употребата му в АЕЦ-ите. Някои суперсплави, съдържат хафний в комбинация с ниобий, титан или волфрам.

## История
До началото на 20-те години на XX век, 72-рият, 75-ият, 43-ият и 63-ият елемент не са известни. Менделеев предсказва съществуването на хафния, но не дава предположения за свойствата му. В продължение на столетие учените многократно обявяват откриването на елемента, но при повторение на експериментите това се оказва лантаноид или Zr.
След популяризацията на атомния спектрален анализ, в началото на XX век започват по-сериозни изследвания за изолиране на елемента. През 1911 г. френският химик Жорж Юрбен обявил откритието на нов елемент и го нарекъл келтий в чест на келтите – древните заселници на Франция. През 1913 и 1914 г. английският физик Хенри Молзли открива закономерностите на спектралните линии на елементите и при спектрален анализ не открива линиите на келтия. Юрбен предполага, че това се дължи на несъвършенството на измерването. По същото време Нилс Бор обяснява периодичността на Периодичната система и съответно свойствата на елементите. Така той констатира, че Lu с пореден номер 71, трябва да е последният лантаноид, а елемент 72 трябва да е подобен на Zr в 4-та група. През 1923 г. Бор възлага на Дирк Костер и Георг Хевеши да търсят новия елемент при Zr. Те обработват циркониеви минерали и изследват спектралните линии на получения цирконий. Така те откриват линиите на елемент 72, съвпадащи с изчислените по-рано от Молзли, а в спектъра липсват линиите на Lu. Впоследствие се доказва, че спектралните линии на Юрбен са на лутеция.
Костер и Хевеши дават названието на елемента хафний, в чест на латинското име на Копенхаген, родното място на Нилс Бор.

## Разпространение
Хафният е около 3,3×10-4% по маса и е на 45-о място сред елементите. Той е силно разсеян, не се среща в свободно състояние и не образува собствени минерали. Най-често е в твърд разтвор на Zr с негови съединения например цирконит, ZrSiO4, където е между 1% и 4%, а в редки случаи достига 31%.

## Физични свойства
Хафният е сребристосив блестящ метал с плътност при 20 °C 13,3 g/cm3. Той е много твърд, пластичен, ковък и труднотопим. Топи се при 2233 °C и кипи при 4603 °C. До 1750 °C има хексагонална обемноцентрична кристална решетка, а над тази температура е кубична стеноцентрична.

### Изотопи
Като елемент с четен пореден номер, в природата хафният се среща с шестте си стабилни изотопа: 174Hf, 176Hf, 177Hf, 178Hf, 179Hf и 190Hf, синтезиран в звездите чрез s- и r-процеси. Известни са 30 радиоактивни изотопа с 13 изомера в областта на A от 153 до 188.
Изомерът 178m2Hf чрез изомерен преход може да се превърне в 178Hf.

## Химични свойства
Хафният е химичен елемент от 4-та група с пореден номер 72 и атомно тегло 178,49. Електронната му структура е KLMN5s25p65d26s2 – прибавя се 5d-електрон спрямо Lu и конфигурацията е подобна на Zr. Основната степен на окисление на хафния е +4, а съединенията от +2 и +3 са неустойчиви.
Поради лантаноидното свиване, размерът на атомите и йоните на циркония са много сходни по размери: Zr е 1,45Å и Hf е 1,44Å, а Zr4+ е 0,74Å и Hf4+ е 0,75Å. Тези близки по размери атомни и йонни радиуси правят двата елемента много сходни. Главните различия на съединенията им са разтворимостта и температурите им на топене, което се използва в методите за разделяне на двата елемента.
Хафният не реагира с въздуха и кислород на стайна температура. Прахообразният хафний е пирофорен и се възпламенява на въздух при триене и удар, изгаряйки бързо и при висока температура. При 500 – 600 °C слабо се окислява, а при 700 °C образува HfO2. Има отрицателен електроден потенциал, но не реагира с водата и минералните киселини. До 100 °C не взаимодейства с HCl, H2SO4 и HNO3, но реагира със смеси на концентрирани органични киселини и HF и кипяща сярна киселина. Устойчив е на разтвори на основи и NH3. Причина за това е устойчивата оксидна корица, която може до се разруши само от някои киселини до образуване на комплекси:
{\displaystyle {\ce {HfO2 + 6 HF -> H2[HfF6] + 2H2O}}},
{\displaystyle {\ce {HfO2 + 3 H2C2O4 -> H2[Hf(C2O4)3] + 2H2O}}}.
При нормална температура хафният не реагира с N2 и H2. Реагира с азота при 700 – 800 °C до HfN, с халогените при 200 – 400 °C дава HfX4. При по-висока температура образува карбиди, силициди и бориди, които са високотопими. При 350 – 400 °C взаимодейства с H2 до HfH2, но над 400 °C водородът се десорбира.

## Съединения

### Оксид и хидроксид
При нагряване на метала в кислородна среда или на хидратни утайки на оксида – HfO2·nH2O, хафният образува HfO2. Това е единственият познат оксид на метала. Външно наподобява TiO2, но има по-висока температура на топене – 2912 °C. Оксидът е химически инертен и не реагира със стопени основи и метали, а с повишаване на температурата променя обема си незначително. Използва се като огнеупорен материал. Монокристали във вид на лещи намират приложение в космическите кораби.
Поради инертността на оксида, хидроксидът се получава индиректно:
{\displaystyle {\ce {HfCl4 + 4NaOH -> Hf(OH)4 + 4NaCl}}}.

### Халогениди
Познати са всички халогениди в +4 степен на окисление, които са твърди вещества. Всички те съществуват в полимерна структура [HfX6], а температурата им на топене нараства с увеличаване на поредния номер на халогена.
HfF4 се синтезира при флуориране на хафниев тетрахлорид с безводна флуороводородна киселина. С разредена HF образува хидрати. С алкални флуори комплексообразува до MI4[HfF8] при пълно координационно насищане на свободните d-орбитали.
HfCl4 и HfBr4 се поучават чрез редукция на диоксида с въглерод и последващо взаимодействие с халогена:
{\displaystyle {\ce {HfO2 + 2C + 2Br2 -> HfBr4 + 2CO}}},
а HfI4 се синтезира по реакцията:
{\displaystyle {\ce {3HfO2 + 4AlI3}}\xrightarrow {\mathrm {130~-~140~^{\circ }C} } {\ce {3HfI4 + 2Al2O3}}}.

### Соли
Тъй като във воден разтвор не съществуват простите йони Hf4+, се наблюдават комплексообразувателни и хидролизни процеси. Солите на кислородсъдържащи киселини се получават от HfCl4 и съответния оксид анхидрид:
{\displaystyle {\ce {HfCl4 + 4SO3 -> Hf(SO4)2 + 2SO2Cl2}}}.
Тези соли могат да образуват анионни комплекси при взаимодействие с H2O2.

## Получаване
Производството на метала не може да се получи от оксдните минерали чрез редукция с въглерод, защото при тези условия се синтезират карбиди.
Металът се получава основно като страничен продукт от производството на Zr. Това отделяне е трудно поради много сходните им химични свойства. Първоначално е използвана фракционна дестилация на амониево-флуоридни соли или на хлоридите на двата метала. В много чисто състояние елементът се получава чрез транспортни реакции. Методът е използван за първи път от Ван Аркел и Де Бур през 1922 г. и се състои в отделяне на метала чрез летливо негово съединение от едно до друго място в реакционния съд, където летливото съединение се разлага. След 1940 г. са открити нови методи, като широко разпространена е течно-течната екстракция, която толерира множество разтвори. Крайният продукт от разделянето е HfCl4. От изчистения хлорид се получава хафний чрез редукция с магнезий, калций или натрий при 900 – 1100 °C:
{\displaystyle {\ce {HfCl4 + 2Mg -> 2MgCl2 + Hf}}}.
Следва пречистване в затворен съд с йод при 500 °C:
{\displaystyle {\ce {Hf + 2I2 -> HfI4}}},
последвано от разлагане върху волфрамова жица при 1700 °C:
{\displaystyle {\ce {HfI4 -> Hf + 2I2}}}.

## Приложение
От хафний се произвеждат електроди за изправителни и газоразрядни тръби.
Хафният образува множество сплави с различни метали, но не образува амалгами. В ракетната и космическата техника за изработването на горивни камери в ракетните двигатели и за обшивки на космическите кораби се използват сплави на хафний с Ta, W, Mo. Сплави на Nb с Hf (10% или 40%) се използват за детайли в реактивните самолети. Сплавта от 20% HfC и 80%TiC се топи при 4300 °C, което я прави най-високотопимото вещество от всичси известни материали.
HfO2 е компонент в специални стъкла и добавка (0,1 – 3%) към волфрама в жичките на електрическите крушки, за да се удължи срокът на употребата им.